# Chêne-Bernard
Chêne-Bernard is een gemeente in het Franse departement Jura (regio Bourgogne-Franche-Comté) en telt 72 inwoners (2009). De plaats maakt deel uit van het arrondissement Dole.

## Geografie
De oppervlakte van Chêne-Bernard bedraagt 3,6 km², de bevolkingsdichtheid is dus 20,0 inwoners per km².

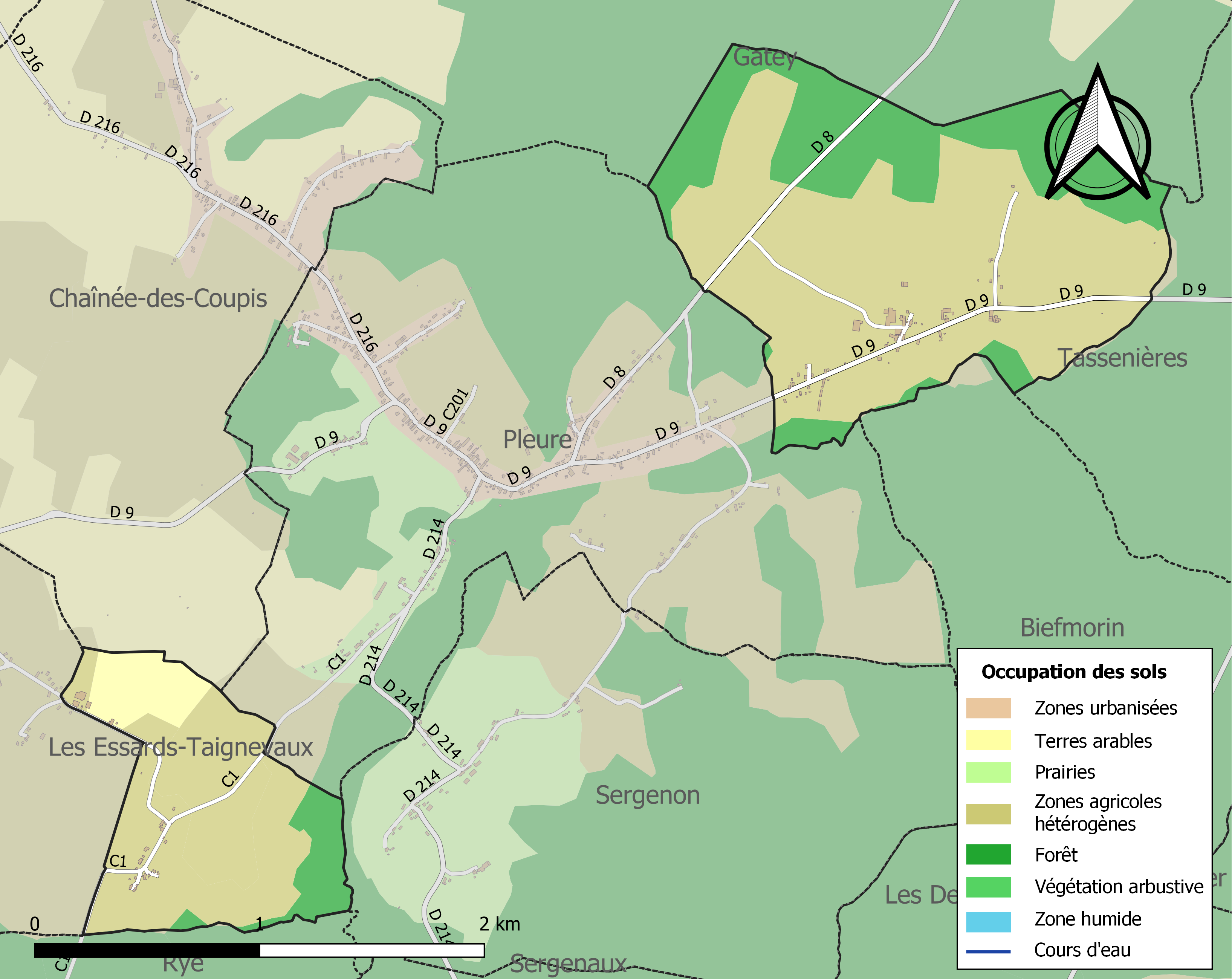
Kaart van de gemeente met de belangrijkste infrastructuur, bodemgebruik en omliggende gemeenten

## Demografie
Onderstaande figuur toont het verloop van het inwonertal (bron: INSEE-tellingen).